# Derżaniwka (obwód czernihowski)
Derżaniwka (ukr. Держанівка) – wieś na Ukrainie, w obwodzie czernihowskim, w rejonie nieżyńskim. W 2001 liczyła 655 mieszkańców, wśród których 647 wskazało jako ojczysty język ukraiński, a 8 rosyjski.

## Urodzeni
- Anatolij Rybakow